# 米涅-欧桑斯
米涅-欧桑斯（法語：Migné-Auxances，法語發音：[miɲe ozãs]）是法国新阿基坦大区维埃纳省的一个市镇，属于普瓦捷区。

## 地理
米涅-欧桑斯（46°37'36"N, 0°18'49"E）面积28.96 平方千米，位于法国新阿基坦大区维埃纳省，该省份为法国中西部省份，北起曼恩-卢瓦尔省和安德尔-卢瓦尔省，西接德塞夫勒省，南至夏朗德省，东南接上维埃纳省，东临安德尔省。
与米涅-欧桑斯接壤的市镇（或旧市镇、城区）包括：阿旺通、比克瑟罗勒、普瓦图地区沙斯讷伊、锡塞、普瓦捷、坎赛、武讷伊苏比亚尔。

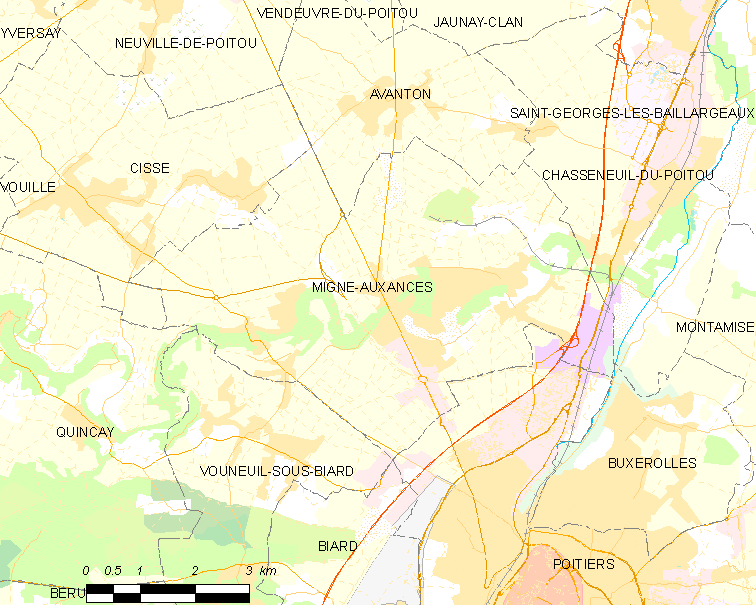
米涅-欧桑斯的OSM定位图

米涅-欧桑斯的时区为UTC+01:00、UTC+02:00（夏令时）。

## 行政
米涅-欧桑斯的邮政编码为86440，INSEE市镇编码为86158。

## 政治
米涅-欧桑斯所属的省级选区为米涅-欧桑斯县。

## 人口

1962-2008年间米涅-欧桑斯人口变化图示

米涅-欧桑斯于2022年1月1日时的人口数量为6276人。